# Ивана Бодрожич
Ивана Бодрожич (на хърватски: Ivana Bodrožić) е хърватска поетеса и писателка на произведения в жанра лирика, драма, мемоари, криминален роман и детска литература.

## Биография и творчество
Ивана Симич Бодрожич е родена на 5 юли 1982 г. във Вуковар, Хърватия. Баща ѝ Анте Бодрожич е бил убит (официално се води в списъците на безследно изчезналите) по време на „клането в Овчара“ (или клането във Вуковар) извършено от членовете на Югославската народна армия и сръбските паравоенни формирования през нощта от 20 срещу 21 ноември 1991 г. по време на сръбската окупация на Вуковар. Тя, майка ѝ и брат първо са заточени в Адриатическото крайбрежие, а по-късно живее в Загреб и в Кумровец в сградата на Политическата школа.
Следва философия и хърватска филология във Философския факултет на университета в Загреб.
Пише за списанието за поетична практика „Poezija“. Публикувала е свои стихове в списанията „Quorum“ и „Vijenac“, във вестници, списания и антологии, и в радиопредаването „Poezija na glas“. Някои от тях са преведени на английски, немски и полски.
Първата ѝ книга, стихосбирката „Prvi korak u tamu“ (Първа крачка в мрака), е издадена през 2005 г. Книгата е удостоена с наградата „Горан“ за млади поети, както и наградата „Кивирин“ през 2005 г.
Първият ѝ роман „Хотел Тито“ е издаден през 2010 г. Той е роман, който разказва за ада на войната и нейните последици през очите на децата, израснали в нея. Описва седемте години живот на главната героиня като бежанка от нейната деветгодишна възраст, когато загубва дирите на баща си и заедно с майка си и брат си живее без собствен дом, споделяйки няколко квадратни метра площ. Въпреки събитията в страната, книгата има много ирония, нежност и любов, съпътстващи живота на едно момиче: първите срещи, първите влюбвания и разочарования, има духа на Хърватия от следвоенните години. Книгата получава различни награди, вкл. наградата „Йосип и Иван Козарац“ за най-добра първа книга, наградата „Кочичиево перо“, наградата „Циклоп“ за най-добра проза за годината, и френската награда „Ulysse“ (2013) за най-добър дебют. През 2017 г. заедно с босненската режисьорка Ясмила Жбанич пишат сценарий по романа за игрален филм.
През 2011 г. получава награда „Ранко Маринкович“ за разказа „Nema mjesta“ (Няма място). През 2017 г. е удостоена с наградата „Балкан Ноар“ за най-добър криминален роман за политическия трилър „Rupa“ (Дупка).
Нейните произведения са преведени на английски, немски, френски, чешки, датски, словенски, унгарски, испански, италиански, български и македонски.
Ивана Бодрожич е омъжена и има две дъщери. Живее със семейството си в Загреб.

## Произведения

### Самостоятелни романи
- Hotel Zagorje (2010) – полуавтобиографичен роман
Хотел Тито, изд.: ИК „Киви“, София (2021), прев. Русанка Ляпова
- Rupa (2016)
- Sinovi, kćeri (2020)

### Поезия
- Prvi korak u tamu (2005)
- Prijelaz za divlje životinje (2012)
- In a sentimental mood: pjesme (2017)

### Детска литература
- Klara Čudastvara, slikovnica, ilustracije (2019)

### Разкази
- Pričaj mi o tome ()

### Сборници
- 100 % pamuk (2014) – разкази

### Документалистика
- Za što sam se spremna potući (2013) – колони